# Osmia inspergens
Osmia inspergens är en biart som beskrevs av lovell, Cockerell och > 1907. Osmia inspergens ingår i släktet murarbin, och familjen buksamlarbin. Inga underarter finns listade i Catalogue of Life.